# Thérèse Gbazé
Pour les articles homonymes, voir Gueï.
 (juillet 2009).
Si vous disposez d'ouvrages ou d'articles de référence ou si vous connaissez des sites web de qualité traitant du thème abordé ici, merci de compléter l'article en donnant les références utiles à sa vérifiabilité et en les liant à la section « Notes et références ».
Thérèse Gbazé de son vrai nom Guei Liplede Thérèse,, est une actrice ivoirienne connue pour son rôle en tant que seconde femme de Dosso Tiékoumba, ex-épouse de Michel Bohiri et mère de Nastou Traoré dans la série Ma Famille.

## Biographie
Mère de deux enfants dont une fille et un garçon, la cinéaste ivoirienne Gbazé Thérèse fait ses premiers pas dans le monde artistique avec le groupe de théâtre "Djéli Théâtre" dirigé par Kouya Gnépa  en 1996, Après "Djeli théâtre", elle intègre l'émission "Dimanche passion" avec sa troupe pour la première fois à la télévision sur la première chaine ivoirienne aujourd'hui (RTI1). Comme tout débutant, Thérèse Guéï nourrissait le rêve de travailler aux côtés de son idole Thérèse Taba. En 2002, Thérèse Guéï va connaitre cette joie de tourner avec son idole et homonyme Thérèse Taba dans la série "ma famille" de l'actrice et réalisatrice ivoirienne Akissi Delta,. Dans cette série, Guéï va connaitre une maturité dans ce domaine artistique, ce qui va stimuler sa carrière,,.

### Période maladive
En 2010, à côté de tous les succès que Guéï Thérèse a pu savourer, elle est aussi passée par des moments pénibles tels que la maladie. 02 ans de maladie (colopathie) causée par une opération qui s'est mal déroulée,,.

### Période sombre
Gbazé Thérèse ou encore Guéï Thérèse a perdu son fils âgé de 39ans,,.

## Filmographie
- 2002 : Ma famille (mère de Nastou et ex-femme de Bohiri Michel)